# Marie Nilsson Lind
Anna Charlotta Marie Nilsson Lind, ogift Nilsson, född 13 december 1961 vid Alvare i Närs församling på Gotland, död 4 januari 2024 i Lummelunda, Gotland, var en svensk sångare, textförfattare och kompositör.

## Biografi
Nilsson var en av medlemmarna i gruppen Ainbusk och skrev text och musik till de flesta av gruppens låtar. 
I februari 2018 hade hon premiär med en teaterföreställning på Länsteatern i Visby, Mina drömmars land – en show om mi och di.
Nilsson Lind var med i dokumentärfilmen Josefin Nilsson – Älska mig för den jag är, som handlar om hennes syster Josefin Nilsson. Dokumentären visades först på SVT Play den 22 mars 2019 och två veckor senare i SVT 2. I dokumentären berättade Nilsson Lind att systern samlade material och ville skriva en bok samt att hon efter systerns bortgång ville förverkliga detta. I mars 2020 utkom boken Josas bok: min berättelse, som även är en självbiografisk berättelse. Ny musik från systern hade släppts och låtarna spelades för första gången när Nilsson Lind sommarpratade i P1 i augusti 2019. Hon berättade då om sina depressioner och ECT-behandling.

Under hösten 2021 medverkade Nilsson Lind i den tolfte säsongen av underhållningsprogrammet Så mycket bättre. I programmets sjunde avsnitt framförde hon (med uppbackning från resten av Ainbusks levande medlemmar) en cover av Daniel Adams-Rays och Aviciis låt ”Somewhere In Stockholm”, som även fungerade som en hyllning till Josefin Nilsson.

### Familj
Marie Nilsson var dotter till Allan Nilsson och äldre syster till Josefin Nilsson, som också var medlem i Ainbusk. Hon var från 1999 fram till hans död 2023 gift med musikern Magnus Lind. Makarna är gravsatta på Norra kyrkogården i Visby.

## Utmärkelser
- 1988 – Karamelodiktstipendiet, Povel Ramels pris.[14]
- 2003 – Gotlands kommuns kulturpris, tillsammans med hela gruppen Ainbusk